# Kabupaten Aceh Utara
Kabupaten Aceh Utara är ett kabupaten i Indonesien.   Det ligger i provinsen Aceh, i den västra delen av landet, 1 600 km nordväst om huvudstaden Jakarta. Antalet invånare är 564 428. Arean är 3 237 kvadratkilometer.
Terrängen i Kabupaten Aceh Utara är varierad.